# ミート・ザ・ペアレンツ2
『ミート・ザ・ペアレンツ2』（原題: Meet the Fockers）は、2004年のアメリカのコメディ映画。監督・製作はジェイ・ローチ、主演はロバート・デ・ニーロ、ベン・スティラー。

## 概要
『ミート・ザ・ペアレンツ』の続編。コメディ映画では、世界で最高の興行収入額を記録した。続編は『ミート・ザ・ペアレンツ3』。
アカデミー賞2度の受賞歴を誇るロバート・デニーロ、ダスティン・ホフマン、バーブラ・ストライサンドの3人と、コメディスターであるベン・スティラーらが揃った豪華キャストも話題となった。

## ストーリー
グレッグはパムとの結婚を彼女の父親ジャックから認められ、結婚式を前に両親を引き合わせることになる。彼は父親のバーニーを弁護士、母親のロズを医者と説明していたが、実際はバーニーが休業中の専業主夫、ロズは高齢者向けの性生活カウンセラーでグレッグも認める変わり者。口裏合わせもできないまま当日を迎え両親はジャック一家をもてなすが、何もかもが裏目に出てグレッグの嘘もバレてしまいジャックは激怒。さらにパムが妊娠していることやフォッカー家の元メイドにグレッグと瓜二つの子供がいることも分かり、事態は混乱を極める。

## キャスト
役名： 俳優（ソフト版日本語吹き替え）
- ジャック・バーンズ： ロバート・デ・ニーロ（樋浦勉）

パムの父。元CIA。初孫のリトル・ジャックが可愛くて仕方がない。フォッカー家との性格の差に戸惑う。
- ゲイロード“グレッグ”・フォッカー： ベン・スティラー（平田広明）

パムのフィアンセ。男性看護師。バーンズ家とフォッカー家が上手くいくよう奮闘する。
- パメラ“パム”・バーンズ： テリー・ポロ（佐々木優子）

グレッグのフィアンセ。結婚前にもかかわらず、妊娠していることが発覚する。
- ディナ・バーンズ： ブライス・ダナー（野沢雅子）

パムの母。夫が孫ばかりを可愛がり、自分に構ってくれないことに内心うんざりしている。
- バーナード“バーニー”・フォッカー： ダスティン・ホフマン（小川真司）

グレッグの父。陽気で開放的な性格。元弁護士だが、結婚してからは主夫をしていた。
- ロザーラ“ロズ”・フォッカー： バーブラ・ストライサンド（小宮和枝）

グレッグの母。高齢者専門のセックス・セラピスト。夫同様に開放的な性格。
- リトル・ジャック・バーンズ： スペンサー・ピックレン＆ブラッドリー・ピックレン

ジャックの孫。前作で結婚したデビーとボブの息子。まだ赤ん坊で、言葉が話せない。
- イザベル・ヴィラロボス： アラナ・ユーバック（英語版）

フォッカー家の元お手伝い。現在はケータリングの仕事をしている。実はグレッグの初体験の相手。
- ホルヘ・ヴィラロボス： レイ・サンティアゴ（英語版）

イザベルの息子。彼がグレッグに似ていたため、グレッグに隠し子疑惑が浮上する。
- ケヴィン・ローリー： オーウェン・ウィルソン（横堀悦夫）

パムの元フィアンセ。本作では意外な形で登場する。まだパムに対して未練がある様子。
- その他の日本語吹き替え：藤本たかひろ／落合弘治／井上文彦／MAI／石井真／高越昭紀／鎌田梢／松下こみな／桐山ゆみ／吉野貴宏